# Поддомброва
Поддомброва (пол. Poddąbrowa) — село в Польщі, у гміні Мячин Замойського повіту Люблінського воєводства.
Населення — 211 осіб (2011).
У 1975-1998 роках село належало до Замойського воєводства.

## Демографія
Демографічна структура станом на 31 березня 2011 року:
|          | Загалом | Допрацездатний вік | Працездатний вік | Постпрацездатний вік |
| -------- | ------- | ------------------ | ---------------- | -------------------- |
| Чоловіки | 106     | 18                 | 72               | 16                   |
| Жінки    | 105     | 21                 | 50               | 34                   |
| Разом    | 211     | 39                 | 122              | 50                   |